# Jaderná elektrárna Ringhals
Jaderná elektrárna Ringhals je jaderná elektrárna na pobřeží průlivu Kattegat 65 km jižně od města Göteborg ve Švédsku.

## Historie a technické informace
Jaderná elektrárna Ringhals disponuje čtyřmi jadernými reaktory. Jediný varný reaktor již byl odstaven a ze zbylých tří tlakovodních reaktorů byl taktéž jeden odstaven. Palivem byl u varného reaktoru mírně obohacený uran, štěpná reakce i chlazení používalo těžkou vodu. Tlakovodní reaktory používají obohacený uran a jako moderátor i chladivo používají lehkou vodu.
Provozovatel: Vattenfall ABO → Ringhals AB
Dodavatel: AB AseaAtom; Westinghouse Electric

## Reaktory
| Reaktor    | Typ reaktoru                        | Výkon [MW] | Výkon [MW]  | Výkon [MW] | Zahájení stavby   | Uvedení do provozu | Připojení k síti | Provoz            | Uzavření          |
| Reaktor    | Typ reaktoru                        | Tepelný    | Instalovaný | Čistý      | Zahájení stavby   | Uvedení do provozu | Připojení k síti | Provoz            | Uzavření          |
| ---------- | ----------------------------------- | ---------- | ----------- | ---------- | ----------------- | ------------------ | ---------------- | ----------------- | ----------------- |
| Ringhals 1 | varný reaktor(BWR)/ABB-I            | 2540       | 910         | 881        | 1. února 1969     | 20. srpna 1973     | 14. října 1974   | 1. ledna 1976     | 30. prosince 2020 |
| Ringhals 2 | tlakovodní reaktor(PWR)/W (3-loops) | 2652       | 963         | 852        | 1. října 1970     | 19. června 1974    | 17. srpna 1974   | 1. května 1975    | 31. prosince 2019 |
| Ringhals 3 | tlakovodní reaktor(PWR)/W (3-loops) | 3135       | 1117        | 1072       | 1. září 1972      | 29. července 1980  | 7. září 1980     | 9. září 1981      | -                 |
| Ringhals 4 | tlakovodní reaktor(PWR)/W (3-loops) | 3300       | 1171        | 1117       | 1. listopadu 1973 | 19. května 1982    | 23. června 1982  | 9. listopadu 1983 | -                 |